# Doba (Txad)
Doba (àrab: دوبا, Dūbā) és una ciutat del Txad, capital de la regió de Logone Oriental. La ciutat es comunica amb l'exterior per l'aeroport de Doba.
S'espera que l'explotació dels recursos petroliers localitzats a la regió produeixi beneficis econòmics.

## Demografia
|      | Població |
| ---- | -------- |
| 1993 | 17 920   |
| 2009 | 49 647   |

## Persones notables
- Grace Kodindo (nascut 1960) - obstrete